# Friedrich Miescher

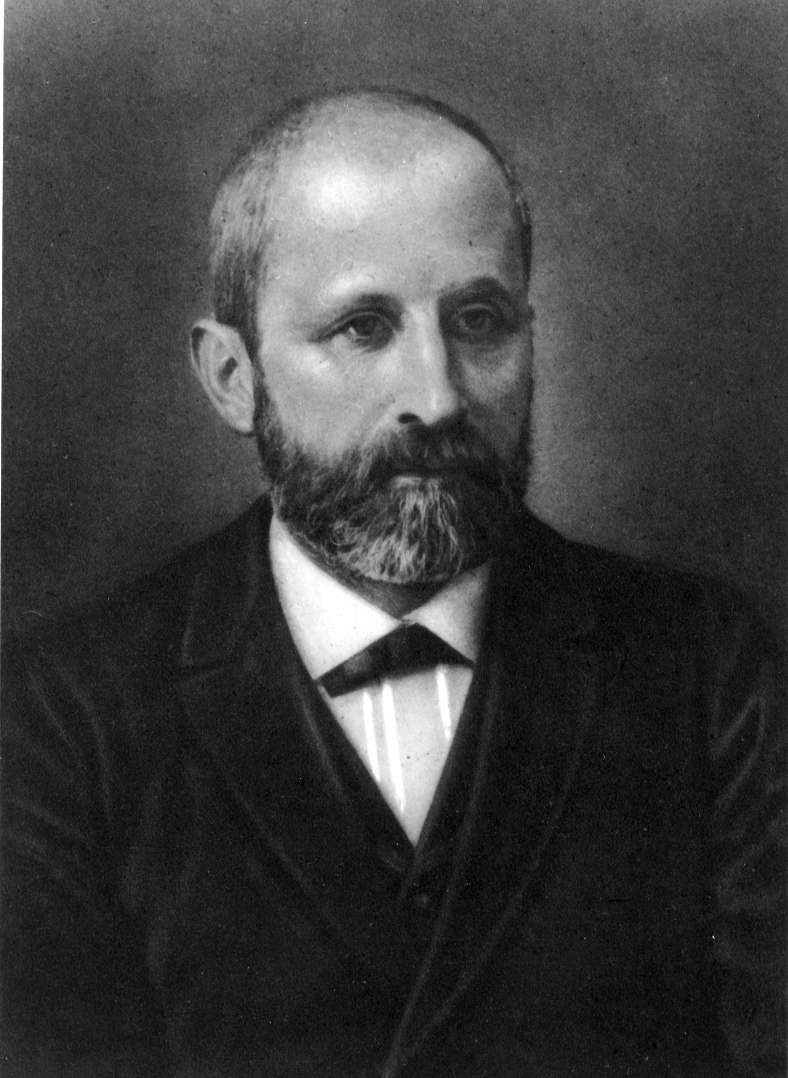
Friedrich Miescher

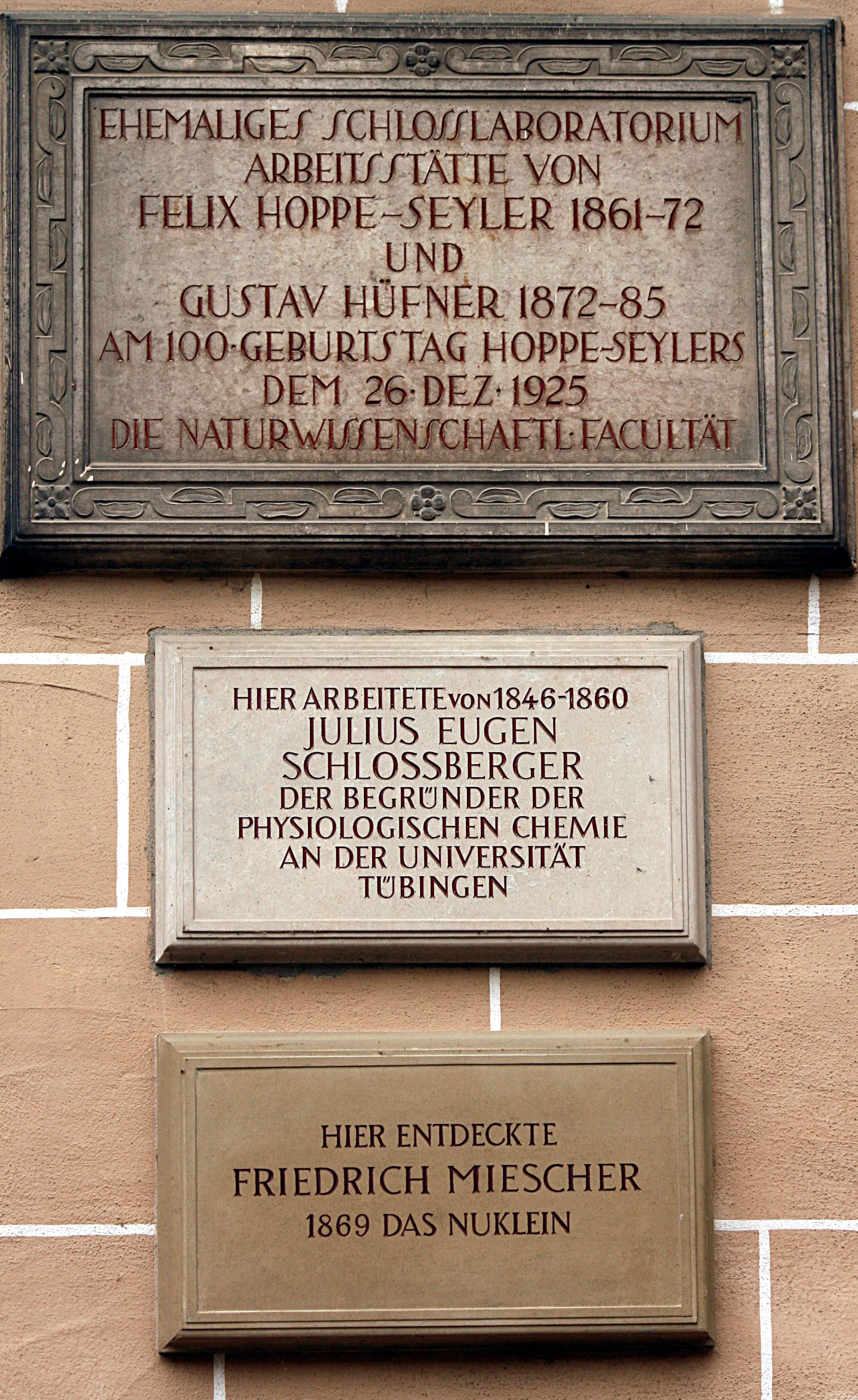
Gedenktafel an der Tübinger Arbeitsstätte

Friedrich Miescher (* 13. August 1844 in Basel; † 26. August 1895 in Davos) – vollständiger Name: Johannes Friedrich Miescher, teilweise auch Johann Friedrich Miescher-Rüsch (jun.) – war Mediziner und Professor für Physiologie an der Universität Basel.
Miescher entdeckte 1869 in  Tübingen die DNA als sauren Bestandteil des Zellkerns; sie ist eine Nukleinsäure. Er führte als erster 1892 in Briefen an seinen Onkel, den Mediziner und Anatomen Wilhelm His, den Schrift- bzw. Code-Vergleich für den noch zu entdeckenden Träger der Erbinformation ein. Sein Schüler Albrecht Kossel vertiefte den Gedankengang in seiner Harvey Lecture «The chemical composition of the cell» (1911). Diesen Vergleich griffen Max Planck (1930) und besonders wirkmächtig Erwin Schrödinger (1943/1944) in seiner Schrift «What is Life?» auf.
Mit der Aufklärung der DNA-Struktur im Jahr 1953 durch Francis Crick, Rosalind Franklin,  James Watson und Maurice Wilkins  sowie in der eigentlichen Dechiffrierung des genetischen Codes in den frühen 1960er Jahren (unter anderem im Labor Marshall Nirenbergs) wurde der Vergleich der Erbinformation mit einer Schrift bzw. mit einem Code nach über 70 Jahren als heuristische Arbeitshypothese bestätigt.

## Leben
Friedrich Miescher war Sohn des Physiologen und Pathologen Friedrich Miescher-His (1811–1887) und Neffe des Anatomen Wilhelm His (1831–1904). Miescher studierte in Göttingen und Basel Medizin mit Abschluss 1868. Danach ging er in das Labor von Felix Hoppe-Seyler an der Universität Tübingen, das damals im Schloss Hohentübingen war (heute ist das Schlosslabor als Museum zu besichtigen). 1869 ging er an das Physiologische Institut der Universität Leipzig und 1870 wieder zurück an die Universität Basel, wo er sich 1871 habilitierte und 1872 ordentlicher Professor für Physiologische Chemie wurde.
Im Jahr 1884 wurde er zum Mitglied der Leopoldina gewählt. Er war Mitglied der Zofingia und in den Jahren 1863–64 deren Centralpräsident. Miescher heiratete 1878 Mary Anna, geborene Rüsch (* 19. März 1856; † 2. Februar 1946). Ihre gemeinsame Tochter war Mary A. Miescher (1885–1970).
Miescher litt an Lungentuberkulose und starb am 26. August 1895 im Sanatorium Dr. Turban in Davos an den Folgen seiner Krankheit.

## Das Nuklein
Miescher entdeckte 1869 im Schlosslabor bei Hoppe-Seyler in Tübingen die Nukleinsäuren in einem Extrakt aus Eiterzellen (weissen Blutkörperchen). Er untersuchte die Eigenschaften der von ihm aus den Zellkernen isolierten Substanz und nannte diese «Nucleïn» – abgeleitet von lateinisch nucleus ‹Kern›. Unter anderem bestimmte er ihren Stickstoffgehalt und fand auch heraus, dass sehr viel an gebundenem Phosphor darin enthalten war. Genauere Analysen der Substanz, insbesondere bezüglich der Trennung der darin enthaltenen Nukleinsäuren und Proteine, führte er erst später aus. Hoppe-Seyler verzögerte die Veröffentlichung, da er die Ergebnisse erst überprüfen wollte. So erschien Mieschers Aufsatz Ueber die chemische Zusammensetzung der Eiterzellen erst 1871.
In Basel befasste er sich, unter dem Einfluss seines Onkels Wilhelm His, zur weiteren Untersuchung von Nuklein mit dem Sperma von Lachs (dessen Zellkern besonders reich an Nukleinsäuren ist). Hier trennte er die Proteine im Nuklein von der eigentlichen Substanz ab, die er als Nukleinsäure charakterisierte und deren Säurecharakter er im phosphorhaltigen Anteil ausmachte. In der Frage, wozu das Nucleïn diente, schwankte er. 1874 glaubte er an eine Rolle bei der Befruchtung, lehnte aber später ähnliche Vermutungen von Richard von Hertwig ab. Den Namen Nukleinsäuren führte erst Richard Altmann 1899 ein. Die Unterscheidung von DNA und RNA und die Aufklärung ihrer Rolle bei der Vererbung geschah erst viel später im 20. Jahrhundert.

## Physiologie
Miescher demonstrierte, dass die Regulation der Atmung von der CO₂-Konzentration im Blut abhängt. Miescher beschäftigte sich intensiv mit Forschungen auf dem Gebiet der Höhenphysiologie. Er stellte in diesem Bereich eine einflussreiche Theorie auf, gemäss der das Höhenklima die Lungentuberkulose heilen würde. Er befasste sich auch mit der Lebensweise und Physiologie von Lachsen und zum Teil im Auftrag öffentlicher Auftraggeber mit Ernährungsfragen.

## Würdigungen
1969 wurde das nach ihm benannte Friedrich-Miescher-Laboratorium für biologische Arbeitsgruppen der Max-Planck-Gesellschaft in Tübingen von der Max-Planck-Gesellschaft gegründet, an dem unabhängige Nachwuchsforscher biologische Grundlagenforschung betreiben.
In Erinnerung an Friedrich Miescher wurde 1969 vom Basler Friedrich-Miescher-Institut der Friedrich-Miescher-Preis ins Leben gerufen. Der Preis ist die höchste nationale Auszeichnung der Schweiz für bedeutende Forschungen im Bereich der Biochemie.
1970 wurde in Basel von den Firmen Ciba und Geigy (heute fusioniert zu Novartis) das Friedrich-Miescher-Institut (FMI) gegründet, welches biomedizinische Grundlagenforschung betreibt.
2015 wurde in den Räumlichkeiten der ehemaligen Schlossküche vom Museum der Universität Tübingen MUT der Museumsraum «Schlosslabor Tübingen – Wiege der Biochemie» eingerichtet. Er thematisiert vor allem die Entdeckung der Nukleinsäure an diesem Ort durch Friedrich Miescher.